# Fermí Fernàndez
Fermí Mark Fernàndez Franklin (Londres, 19 de febrer de 1963), és un actor, humorista, presentador, i locutor català. És col·laborador de la productora audiovisual El Terrat -una de les accionistes de laSexta-, i des de la qual s'ha creat un bon nombre de diferents formats televisius.

## Carrera professional
Comença a la ràdio al costat d'Andreu Buenafuente, on treballa des de l'any 1988 al programa El Terrat. Una tonteria com una casa, compaginant amb treballs teatrals, televisió i doblatge, fins a l'any 2002. Ha participat com a actor en diferents programes de televisió al costat d'Andreu Buenafuente (Sense Títol, La cosa nostra, Una altra cosa, Buenafuente) durant més de vint anys, i ha fet d'actor en episodis de la sèrie de televisió El cor de la ciutat, i a la comèdia de situació Majoria absoluta. Ha estat actor també del programa de televisió HomoZapping per a Antena 3. També ha fet de director i de presentador de programes per a diferents cadenes de televisió (Ui, qué difícil a 8Tv, Que no surti d'aquí a Td8, i Sota terra a TV3) i actualment forma part de l'equip d'actors de la productora de Toni Soler Minoria Absoluta, als programes Crackòvia i Polònia. També és actor al ball parlat de Dames i Vells, que es representa anualment durant les Festes de Santa Tecla de Tarragona.

## Produccions

### Teatre
Obres de teatre que ha dirigit
- Creeps (on és el teu límit?) (2004)
- Poques vergonyes

Obres de teatre que ha interpretat
- El sexe nostre de cada dia de Dario Fo (Trono Villegas. Dir. Oriol Grau)
- El mestre de música (Òpera) de Giovanni Battista Pergolesi (Dir. Pere Sagristà) Gira per Catalunya i Euskadi 1990
- Gianni Schicchi (Òpera) (Dir. Ramón Simó)
- Bla, bla, bla.. d'Ignasi Riera (Dir. Enric Cervera)
- Amb pedres a les butxaques de Marie Jones (Temporada 2001-2002 Direcció de Roger Peña) Gira per Catalunya any 2002
- La vida mata d'El Terrat (2006)
- El mort Producció Centre Arts Escèniques de Reus (2008) Dir. Ferran Madico
- Brots amb Cia Toni Albà (2008)[1]
- El Messies de Patrick Barlow (2009) amb Toni Albà. Dir. Roger Peña[2]
- Histeria Sagrada de Toni Albà
- Peus descalços sota la lluna d'agost de Joan Cavallé
- Bildelberg Club Cabaret,[4] amb la Companyía Sala Trono (Tarragona)
- Pararapapà, amb Juli Fàbregas i Miki Esparbé[5]
- El Sommelier (2015)

### Televisió
- Al ataque d'Alfons Arús (Antena3) 1992
- El chou d'Alfons Arús (Antena3) 1993
- Sembla que tenim problemes amb Andreu Buenafuente (TV3) 1994
- Redacció de campanya(TV3) 1994
- Sense Títol amb Andreu Buenafuente (TV3), guionista i actor
- Sense Títol-2 amb Andreu Buenafuente (TV3), guionista i actor
- Sense Títol s/n amb Andreu Buenafuente (TV3), guionista i actor
- La cosa nostra amb Andreu Buenafuente (TV3)[1]
- Moncloa, dígame? (Tele5)
- La última noche (Tele5)
- Majoria absoluta (TV3) Temporada 2002
- Una altra cosa (TV3) Temporada 2002-2003-2004
- Ui, que difícil! a CityTv (Barcelona) 2003-2004, presentador i director[1]
- Homo Zapping (A3TV) 2004
- Que no surti d'aquí a 8TV, presentador i director[1]
- Buenafuente a Antena 3 i La Sexta[1] 2005-2007/2007-2011
- El cor de la ciutat TV3 (Televisió de Catalunya) (2008)
- Polònia TV3[1] (des de 2009 fins a l'actualitat)
- Crackòvia TV3[1] (des de 2009 fins a l'actualitat)
- Palomitas Tele5 (2011)
- Sota terra TV3 (2009-2010-2011), presentador
- Buenas noches y Buenafuente a Antena3 (2012)
- Especial fin de año 2013 a TVE1
- Señoras que... Antena 3 (2012-2013)
- En El Aire Antena 3 (2014)

### Cinema
- Barcelona 1714 (2017)

### Doblatges
- Kevin Spencer (2002-2004)